# 우린 조선족 향
우린 조선족향(중국어: 乌林朝鲜族乡, 중국조선어: 오림조선족향)은 중화인민공화국 지린성 지린시 자오허시의 민족향이다.